# Superliga 2004/05 (Europa)
Die Superliga 2004/05 war die zwölfte Saison der Superliga im Tischtennis. Sie dauerte von September 2004 bis März 2005.
Bei den Herren starteten 12 Teams, vier aus Österreich, vier aus Tschechien, zwei aus Ungarn und zwei aus der Slowakei. Eine Vierergruppe und eine Achtergruppe spielten in einer Hinrunde (keine Rückrunde) eine Reihenfolge aus. Die ersten vier platzierten Teams aus beiden Gruppen kämpften dann in einem Play-off-System um die Plätze eins bis acht. Die vier Letzten der Achter-Gruppe spielten im Play-off-Verfahren die Plätze 10 bis 12 aus.
Bei den Damen waren diesmal nur acht Teams gemeldet, die sich auf zwei Vierer-Gruppen aufteilten. Hier wurde im Modus Jeder gegen Jeden eine Hin- und eine Rückrunde ausgetragen. Danach spielten die Ersten und Zweiten dieser Gruppen um die Plätze 1 bis 4, der Rest um die Plätze 5 bis 8.
Jede Mannschaft stellte zwei Doppelpaarungen und vier Einzelspieler. Es waren zwei Doppel und acht Einzel vorgesehen, welche nach dem Bundessystem ausgetragen wurden. In den Gruppenspielen wurde der Wettkampf abgebrochen, wenn eine Mannschaft sechs Punkte erreicht hatte. In den Play-offs wurden alle möglichen Spiele ausgetragen, d. h., es waren Ergebnisse wie 6:4, 8:2, 10:0 möglich.
| Platz | Team                             | Nation | Aktive                                                                     |
| ----- | -------------------------------- | ------ | -------------------------------------------------------------------------- |
| 1     | SVS Niederösterreich             | AUT    | Werner Schlager, Chen Weixing, Kostadin Lengerov, Karl Jindrak             |
| 2     | Start Horni Sucha                | CZ     | Marek Cihak, Radek Kostal, Radek Mrkvicka, Peter Sereda                    |
| 3     | KST Robot Mokré Lazce            | CZ     | Josef Simoncik, Tomas Konecny, Tomas Janasek, Tomas Demek                  |
| 4     | BVSC Budapest                    | HUN    | Zoltan Varga, János Jakab, Adam Lindner, Krisztian Molnar                  |
| 5     | SKK El Nino Praha                | CZ     | Petr Kaucky, Bohumil Vozicky, Jan Urbanek, Frantisek Placek, Tomas Pavelka |
| 6     | Kecskeméti Spartacus Sportkör    | HUN    | Lehel Demeter, Andras Podpinka, Levente Szarka, Gabor Jakab                |
| 7     | Turnerschaft Sparkasse Innsbruck | AUT    | Robert Gardos, Krisztian Gardos, Christoph Maier                           |
| 8     | TJ Nova Hut Ostrava              | CZ     | Dmitrij Prokopcov, Lubomír Jančařík, Martin Hanak                          |
| 9     | ASKÖ Glas Wiesbauer Mauthausen   | AUT    | Ding Yi, Bernhard Preßlmayr, Chen Zhiping                                  |
| 10    | SKST Bratislava                  | SK     | Viktor Didukh, Martin Guman, Erik Illas, Kristian Kobes                    |
| 11    | SVS Niederösterreich/2           | AUT    | Michael Pichler, Daniel Habesohn, Mathias Habesohn                         |
| 12    | SK Mostex Raca Bratislava        | SK     | Tomas Sereda, Zoltan Lelkes, Radoslav Blazek                               |

| Platz | Team                     | Nation | Aktive                                                                       |
| ----- | ------------------------ | ------ | ---------------------------------------------------------------------------- |
| 1     | Postas Matev SE Budapest | HUN    | Petra Lovas, Vivien Ellö, Rita Kertai, Jie Schöpp, Timea Varga               |
| 2     | ASKÖ Linz-Froschberg     | AUT    | Li Qiangbing, Iveta Vacenovská, Veronika Heine, Liu Jia                      |
| 3     | Orosháza Hungarotel ASE  | HUN    | Timea Viski, Timea Vass, Georgeta Olaru, Anamaria Erdelji, Georgeja Cojocaru |
| 4     | Slovan Břeclav Gumotex   | CZ     | Ivana Weberova, Zuzana Poliačková, Olesja Stachova, Lucie Gajanova           |
| 5     | ASKÖ LZ Linz-Froschberg  | AUT    | Carina Jonsson, Martina Petzner, Timea Ambrus                                |
| 6     | SKST Topvar Topolcany    | SK     | Lenka Kmotorkova, Barbora Balážová, Alena Kudelova                           |
| 7     | SKST Vlašim              | CZ     | Kateřina Pěnkavová, Lucie Czyzova, Aneta Martinkova                          |
| 8     | SK SOG Nitra             | SK     | Jana Medrikova, Alexandra Kreskocziova                                       |

- AUT = Österreich
- CZ = Tschechien
- HUN = Ungarn
- SK = Slowakei